# Ондржей Козловський
Ондржей Козловський (чеськ. Ondřej Kozlovský, 15 вересня 1982, Пршеров) — чеський бобслеїст, розганяючий, виступав за збірну Чехії з 2007 до 2011 року. Брав участь у зимових Олімпійських іграх у Ванкувері, де його четвірка під пілотуванням Яна Врби фінішувала шістнадцятою.